# Socket 441

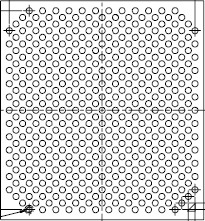
Intel Atom Z5XX 處理器的規範

Socket 441，又稱為PBGA441，是英特爾（Intel）設計的球柵陣列封装（BGA）CPU插槽，通常用于輕薄本PC、智能手机和其他低功耗设备。
Intel Atom Z5XX 处理器的规范（尺寸为13毫米x 14毫米，其特征是引脚以棋盘状排列）